# Luftbrückendenkmal
Koordinaten: 52° 29′ 2,8″ N, 13° 23′ 14,6″ O
Als Luftbrückendenkmal werden die nach Plänen von Eduard Ludwig (1906–1960) gestalteten, an die Berliner Luftbrücke mit ihren Opfern erinnernden Skulpturen in Berlin, Frankfurt am Main und Celle bezeichnet. Im Berliner Volksmund sind auch die Bezeichnungen Hungerharke und Hungerkralle präsent. Zur zeitlich ersten Berliner Skulptur korrespondierende Duplikate wurden im Jahr 1985 an der ehemaligen Rhein-Main Air Base auf dem Gelände des Frankfurter Flughafens sowie – in etwas kleinerer Ausführung – bei der ehemaligen Royal-Air-Force-Station Celle bei Hannover (seit dem 21. Jahrhundert: Heeresflugplatz Celle) geschaffen.

## Luftbrückendenkmal Berlin-Tempelhof

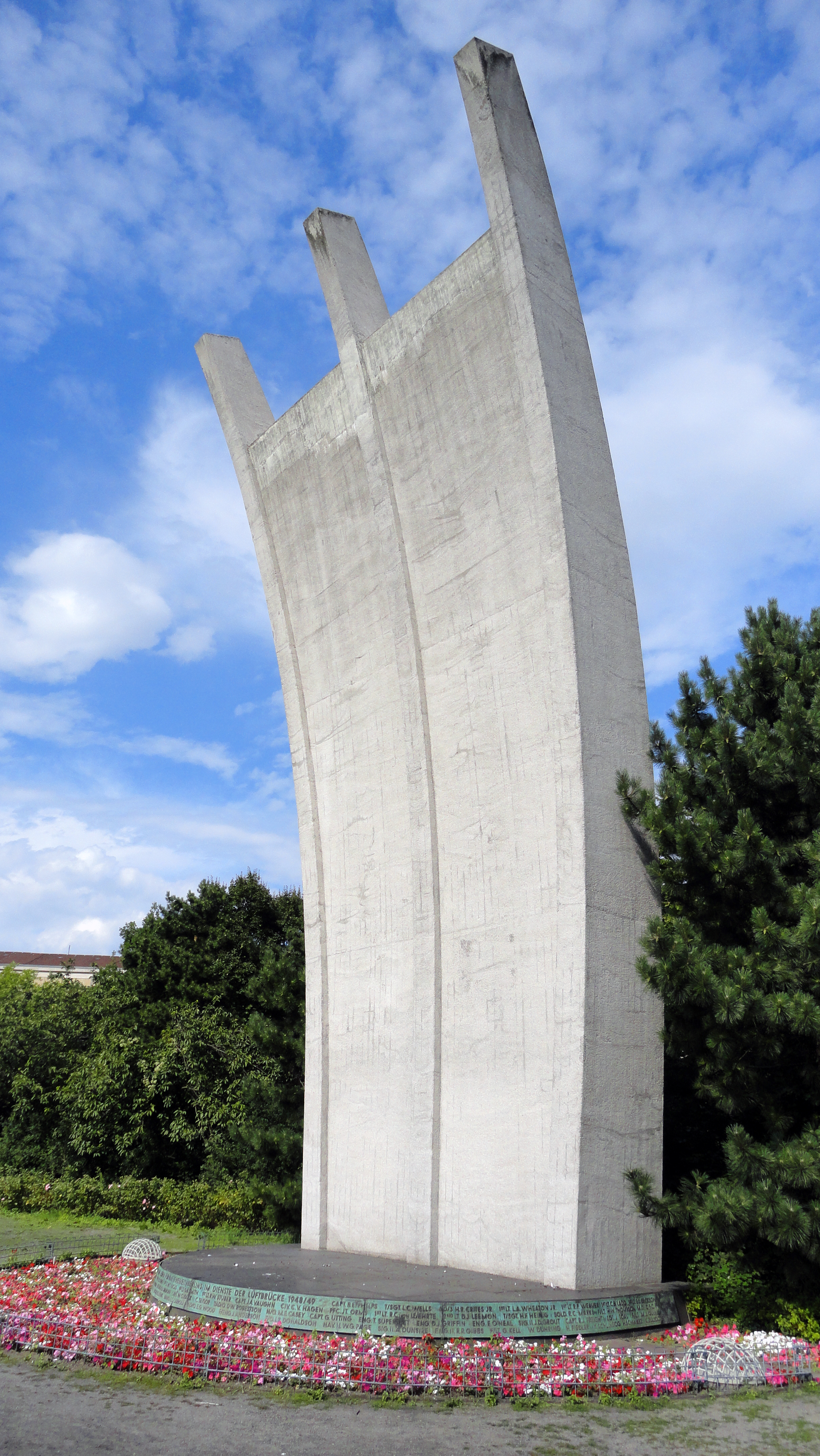
Luftbrückendenkmal Berlin-Tempelhof

Die Luftbrücke versorgte die West-Berliner Bevölkerung während der Blockade durch die sowjetische Besatzungsmacht 1948 mit Lebensmitteln und wichtigen Versorgungsgütern.
Das zeitlich erste Luftbrückendenkmal wurde 1951 in Berlin am Platz der Luftbrücke unmittelbar vor dem Flughafen Tempelhof errichtet (Koordinaten). Es war ursprünglich als Einzelstück geplant und wurde am 10. Juli 1951 eingeweiht.
Das Monument in Berlin wurde aus grau gefasstem Stahlbeton gegossen. Es zeigt in abstrahierender Form den Ansatz eines Brückenbogens, aus dem drei Rippen (auch Streben oder Krallen genannt) herausragen. Diese symbolisieren die drei Luftkorridore zwischen den drei Start- bzw. Zielflughäfen in Berlin (Gatow, Tempelhof, Tegel) und den drei westdeutschen Besatzungszonen (der damaligen Trizone; spätere Bundesrepublik Deutschland) nämlich in Frankfurt am Main, Hannover und Hamburg.
Das obere Element des Berliner Luftbrückenmonuments steht auf einem etwa 42 cm hohen, halbrunden Sockel aus Beton und Travertin, das von einem aufgesetzten, etwa 32 cm hohen Bronzeband betont wird, das folgende in erhabenen Lettern gegossene Inschrift trägt: „Sie gaben ihr Leben für die Freiheit Berlins im Dienste der Luftbrücke 1948/1949“.
Darunter sind die Dienstgrade und Namen aller bei entsprechenden Flug- oder Verladeunfällen Verstorbenen verzeichnet.
Das Denkmal wurde so aufgestellt, dass die Korridore nach Westen zeigen.
Bei der Schließung des Flughafens Ende Oktober 2008 blieben die beiden letzten Starts ob der Luftbrücken-Historie an diesem Flughafen einem Rosinenbomber Douglas DC-3 und der Junkers Ju 52/3m D-AQUI der Deutsche Lufthansa Berlin-Stiftung vorbehalten.
Das Denkmal ist zugleich ein gelistetes Kulturdenkmal.

## Luftbrückendenkmal Frankfurt am Main

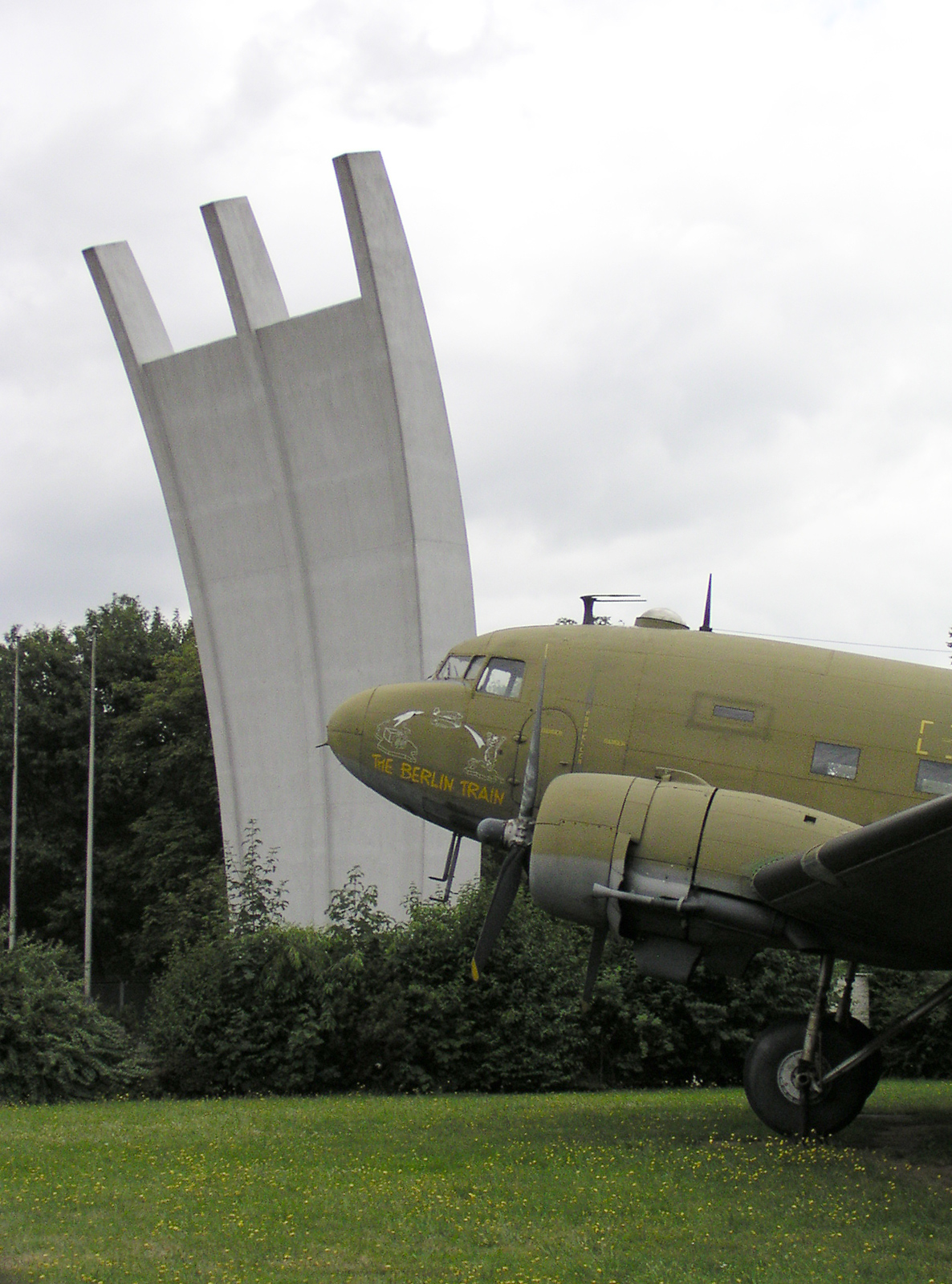
Luftbrückendenkmal in Frankfurt am Main mit einem Rosinenbomber, eine Douglas DC-3/C-47

Das Luftbrückendenkmal in Frankfurt (Koordinaten) wurde am 26. Juni 1985 auf Initiative des Vereins Luftbruecke Chapter of the Airlift Tanker Association e. V. aufgestellt, der hierfür 940.000 Mark (kaufkraftbereinigt in heutiger Währung: rund 1 Millionen Euro) gesammelt hatte. Am Sockel sind auf Metalltafeln eine Gedenkschrift und die Namen der Opfer festgehalten. Neben dem Denkmal stehen eine Douglas DC-3/C-47 und eine Douglas DC-4/C-54 – Flugzeugtypen, die bei der Luftbrücke eine große Rolle spielten. Bei der C-54 handelt es sich um das Flugzeug mit dem Luftfahrzeugkennzeichen 44-9063, das am 16. März 1945 aus der Produktionshalle gerollt war. Im Februar 1946 wurde sie zum Verkehrsflugzeug umgebaut und flog für die Pan Am, auch noch 1948. Sie war somit bei der Berliner Luftbrücke nicht beteiligt, gelangte aber 1952 als HB-ILU bei der Swissair und 1959–1969 bei der Balair nach Europa. Im Jahr 1964 war sie bei den Dreharbeiten zum Film Flug in Gefahr verwendet worden. Nach diversen Halterwechseln kam die Maschine 1987 von Südafrika nochmals in die Schweiz, von wo sie 1988 nach Frankfurt gelangte.
Das Denkmal war lange nur zu bestimmten Zeiten öffentlich zugänglich und konnte außerhalb solcher Öffnungszeiten nur durch den Zaun des Flughafengeländes betrachtet werden (von der A 5 aus oder über einen Fußweg). Nach Restaurierungsarbeiten ist es seit dem 12. September 2008 für Besucher wieder regelmäßig zugänglich, erreichbar über einen Radweg vom Terminal 2 oder von Zeppelinheim aus.
Das Ensemble wurde am 25. September 2015 um den Berliner Meilenstein ergänzt, einen Stein, der darauf hinweist, dass die Entfernung vom Frankfurter Kreuz bis Berlin noch 550 km beträgt. Ursprünglich stand der Stein seit 1958 zwischen den Fahrbahnen der A 5 und musste 1970 einer Fahrbahnverbreiterung weichen.

## Luftbrückendenkmal Celle

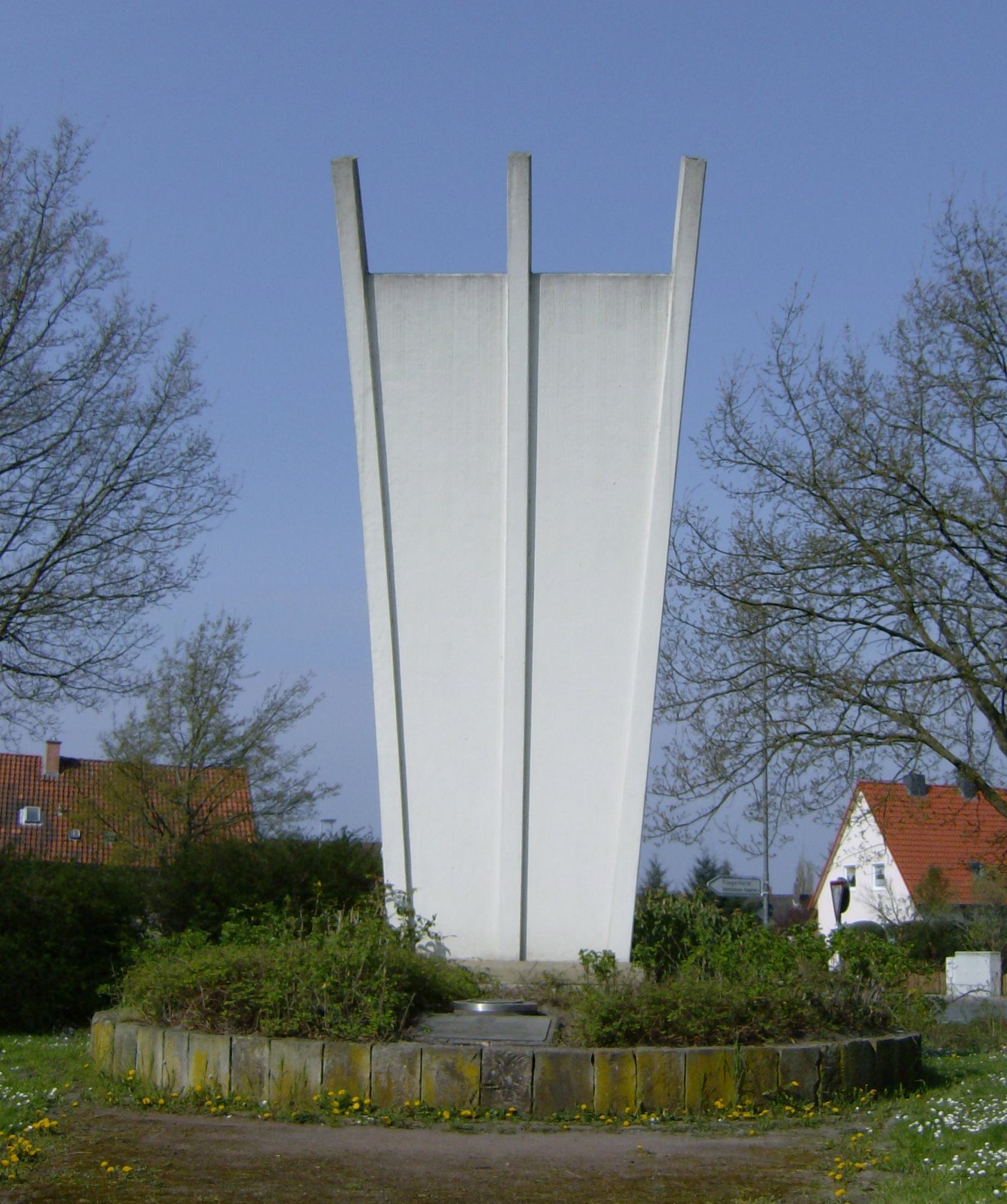
Luftbrückendenkmal beim Heeresflugplatz Celle

Das Luftbrückendenkmal in Celle-Wietzenbruch (Koordinaten) steht an der Landesstraße 310 am Abzweig zum Fliegerhorst Celle-Wietzenbruch.
Das Denkmal wurde am 24. Juni 1988, 40 Jahre nach Beginn der Berlin-Blockade, von der Stadt Celle und hochrangigen Gästen aus Deutschland, den Vereinigten Staaten, dem Vereinigten Königreich und Frankreich eingeweiht.
Das Bauwerk weist mit den drei symbolischen Krallen in Richtung Berlin. Das umgebende Gelände ist öffentlich zugänglich und parkähnlich angelegt.
Der Bau wurde am 10. September 1985 vom damaligen Celler Ratsmitglied Karl Duffner bei der Stadtverwaltung Celle im Hinblick auf den 40. Jahrestag der Berlin-Blockade zum Gedenken an deren Opfer sowie der Rolle des Fliegerhorstes in Wietzenbruch beantragt und vom Hochbauamt als 13,5 Tonnen schwere und sechseinhalb Meter hohe Nachbildung des Berliner Luftbrückendenkmals ausgeführt. Karl Duffner verstarb im Dezember 1987, ein halbes Jahr vor Vollendung seiner Idee.

## Bildergalerie

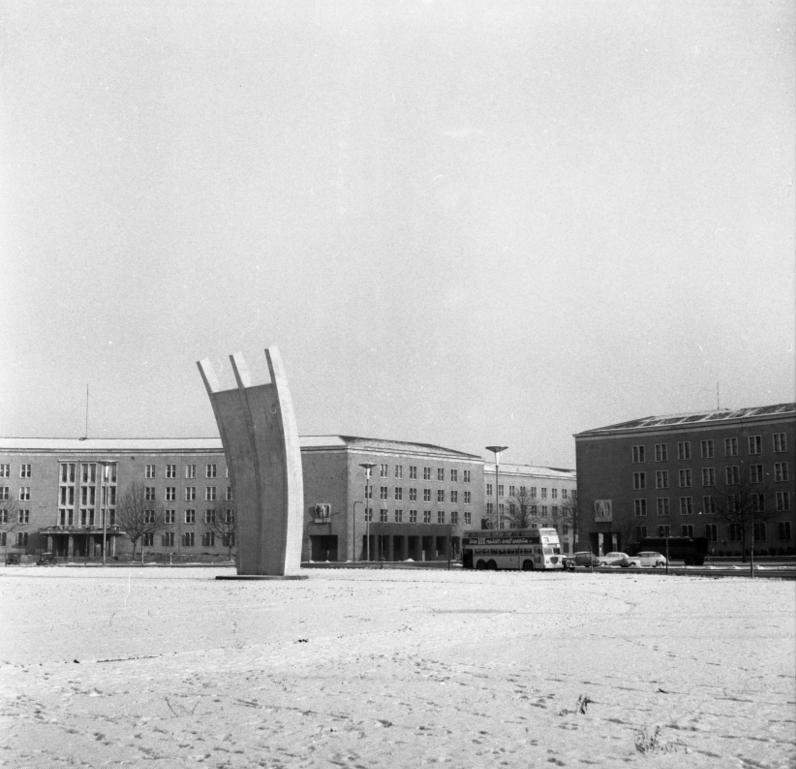
Luftbrückendenkmal vor dem Flughafen Tempelhof, 1954
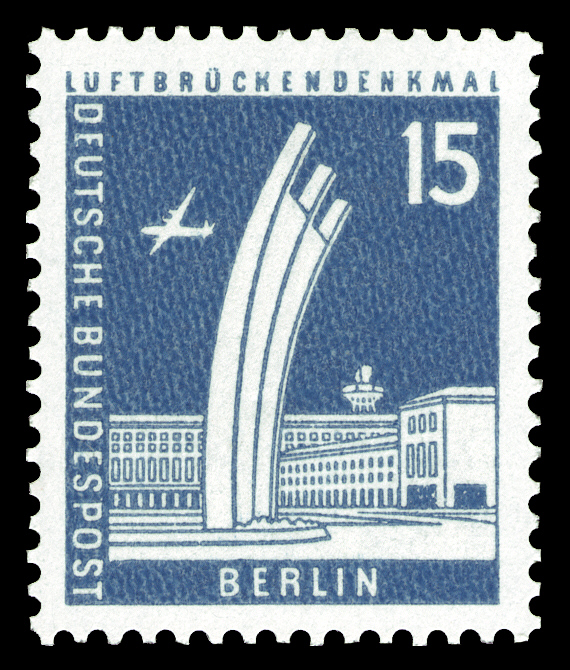
Briefmarke (1956) der Serie Berliner Stadtbilder
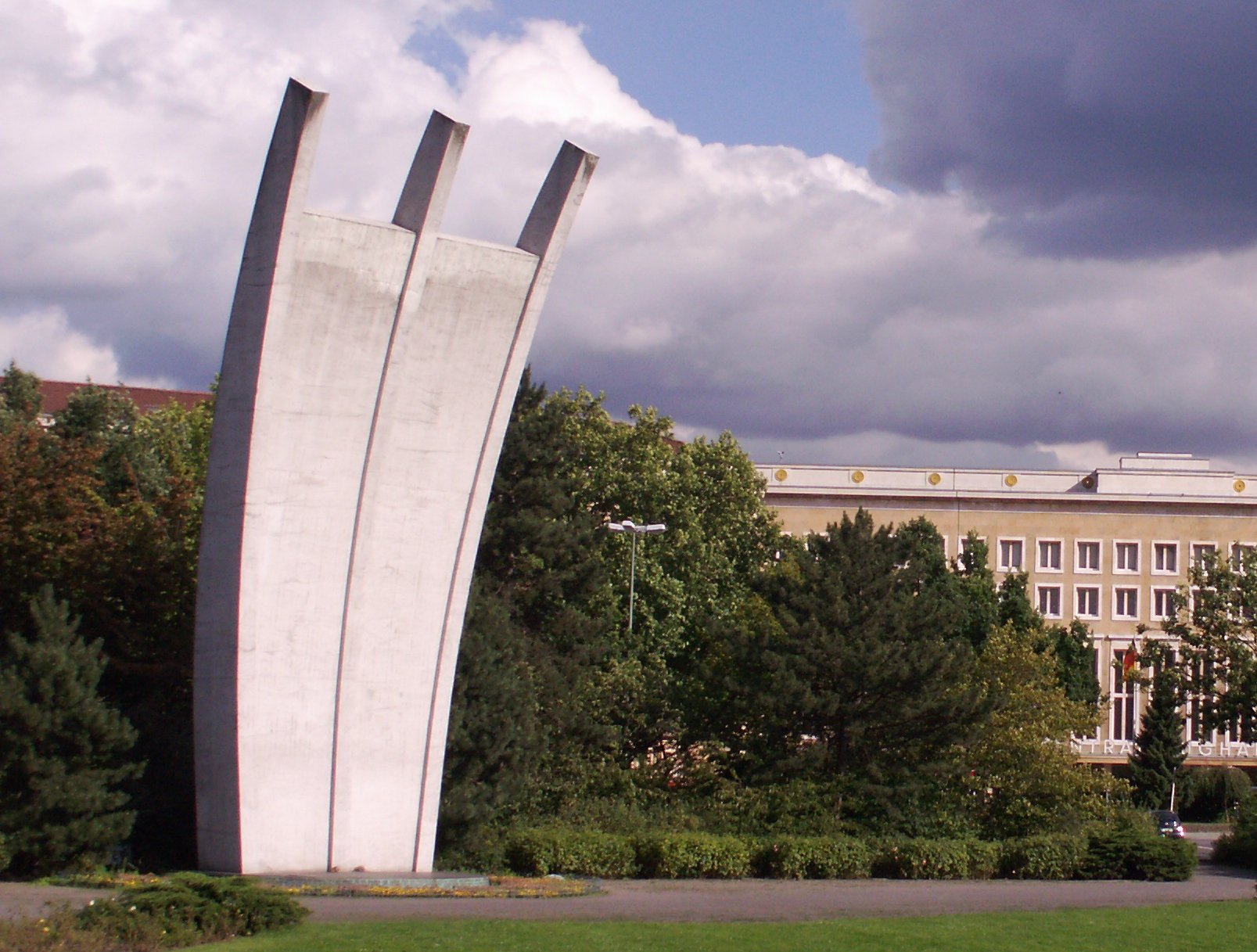
Luftbrückendenkmal vor dem Flughafen Tempelhof, 2008
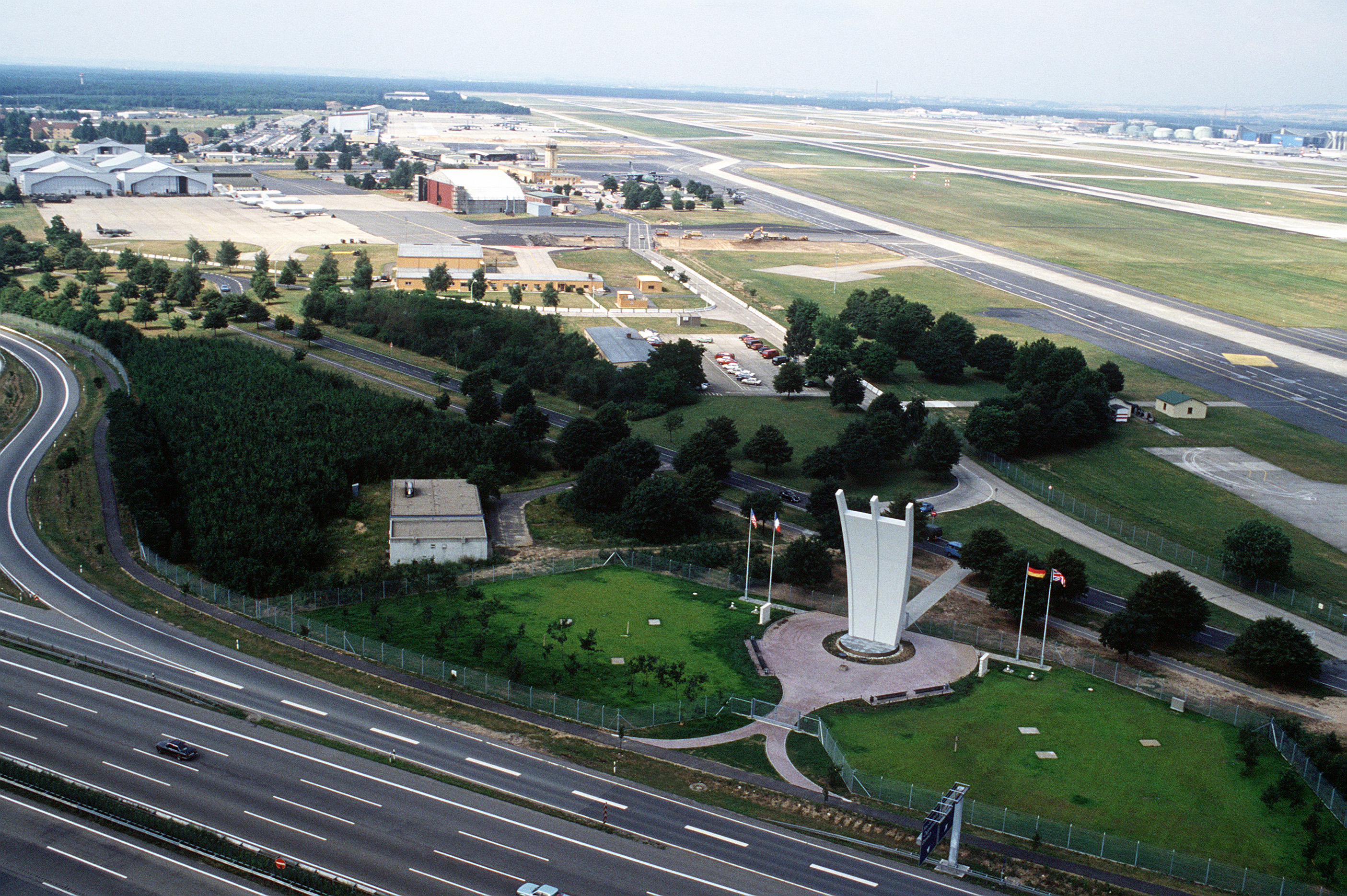
Luftaufnahme des Luftbrückendenkmals auf der Rhein-Main Air Base, August 1985
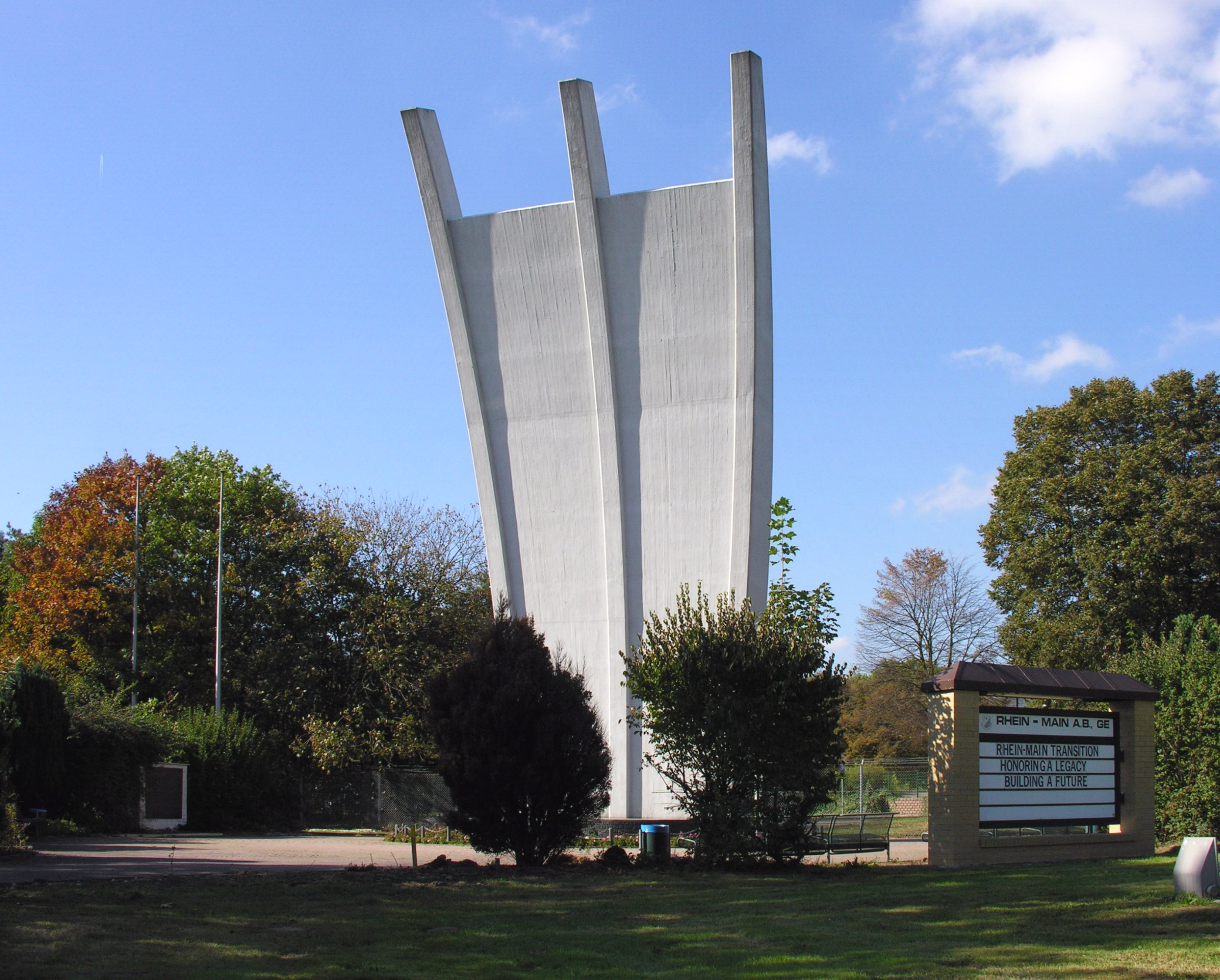
Luftbrückendenkmal Flughafen Frankfurt, 2007
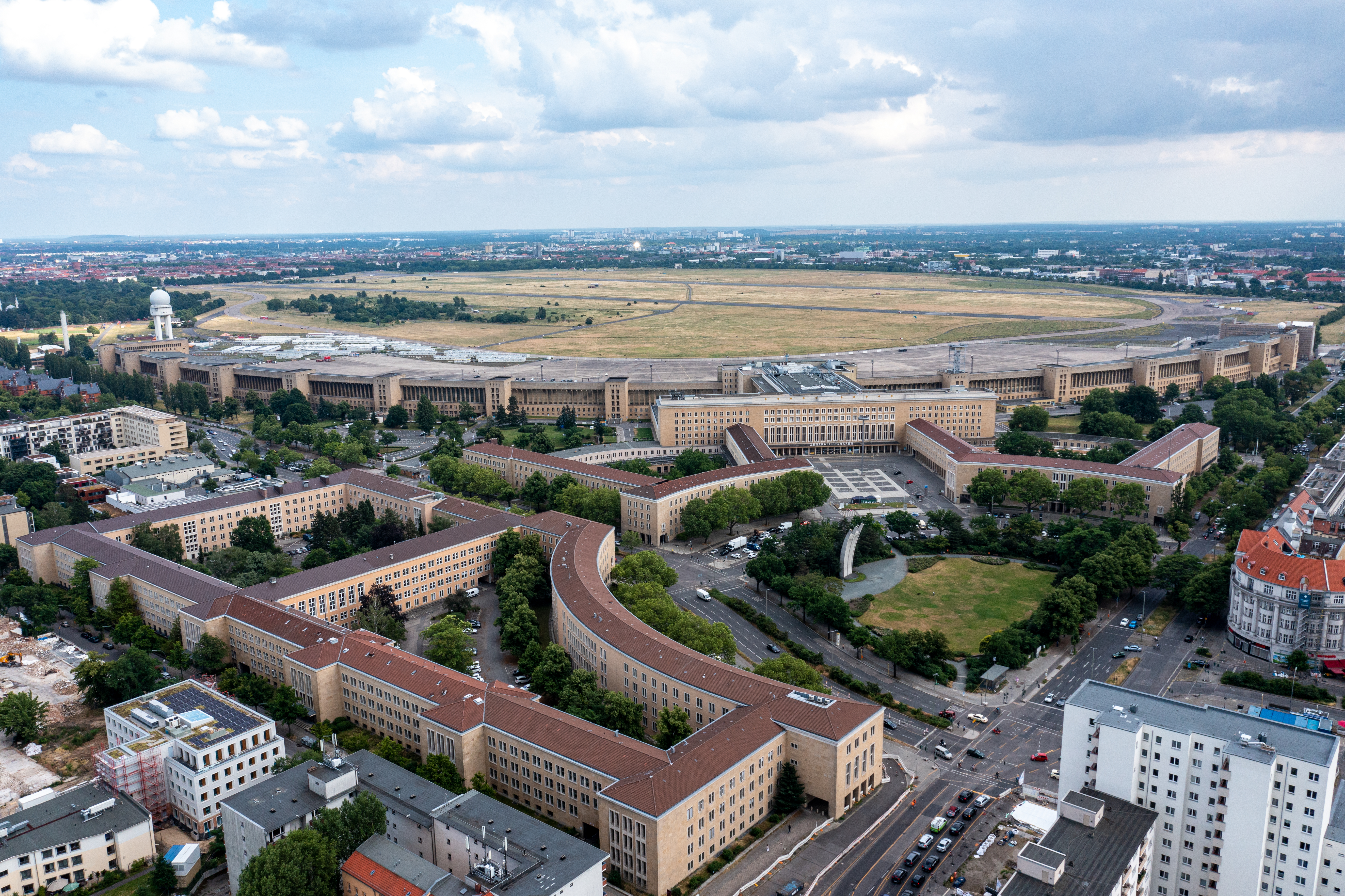
Luftbrückendenkmal mit Vorplatz – im Hintergrund der ehemalige Flughafen Tempelhof, Juli 2021
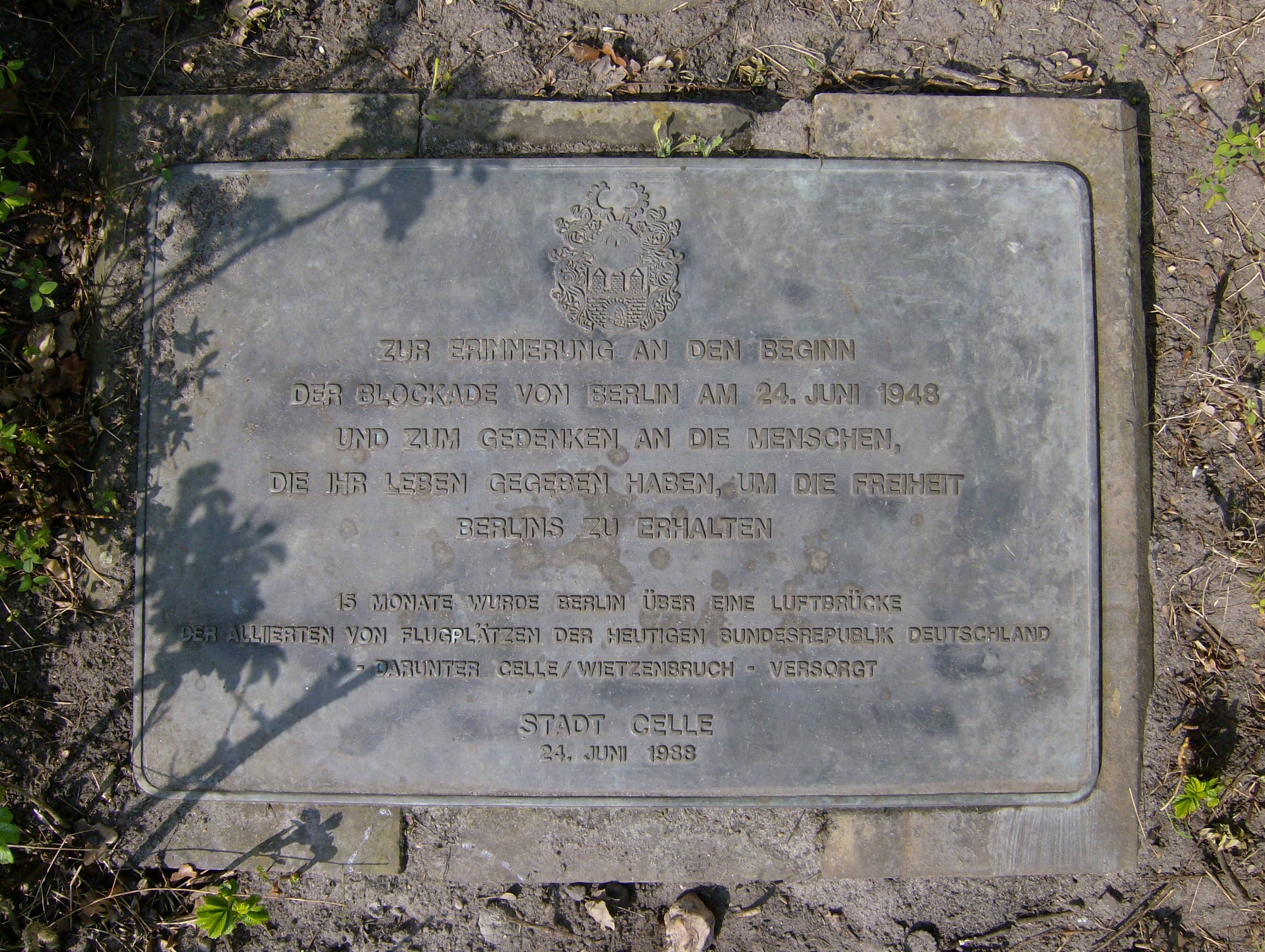
Gedenktafel am Fuß des Luftbrückendenkmals Celle
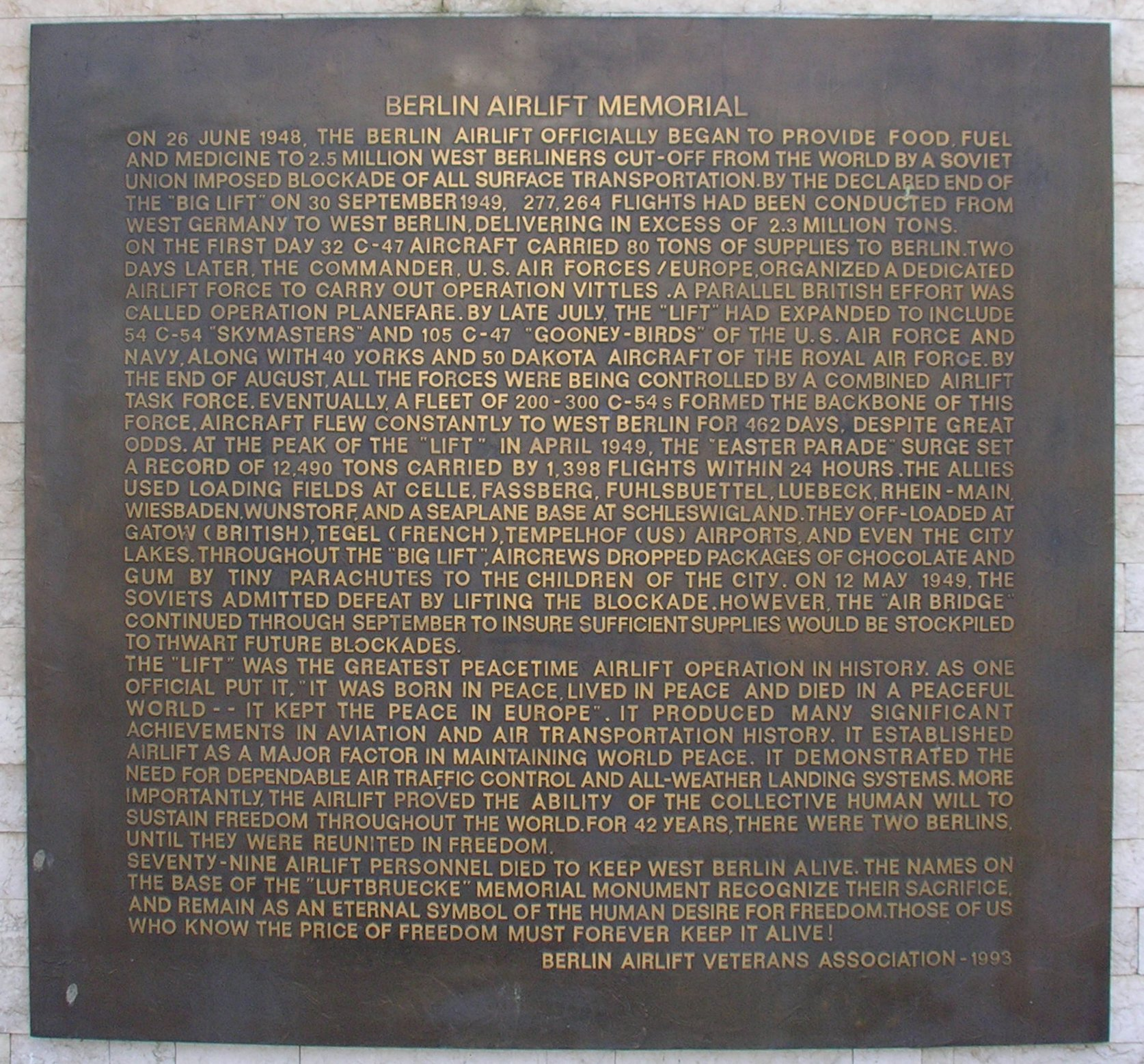
Gedenktafel beim Airlift Memorial am Frankfurter Flughafen
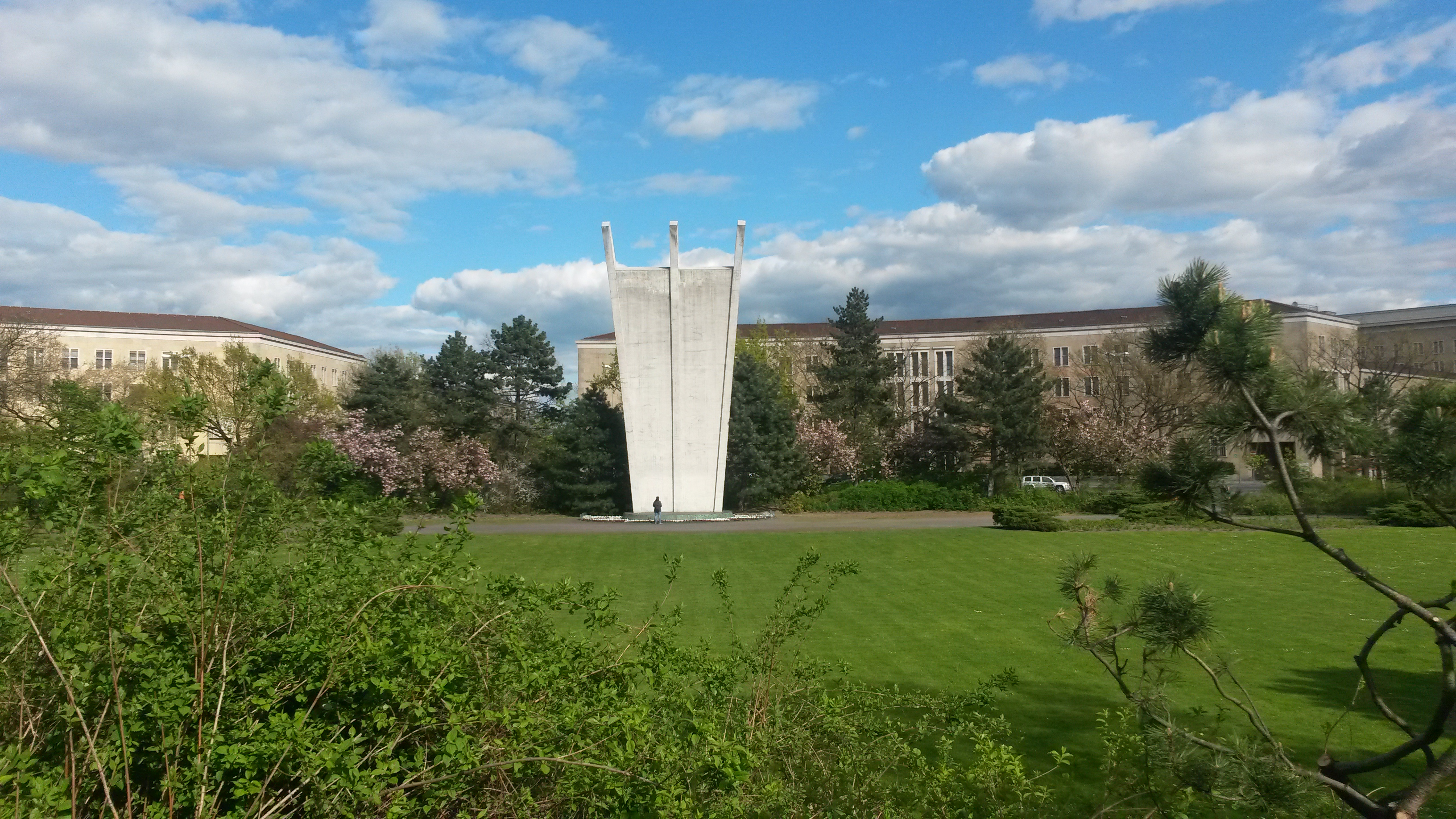
Luftbrückendenkmal Berlin mit Parkumgebung, 2014

## Luftbrücke Berlin – Hamburg
Der Flugplatz Jagel bei Schleswig (Schleswig-Holstein) diente als dritter Startort für die Luftbrücke nach Berlin. Hier gibt es ein als Erinnerungsstätte an die Luftbrücke bezeichnetes Veranstaltungsareal, aber kein entsprechendes Denkmal.